# Кирил Гюлеметов (художник)
 Тази статия е за художника.  За писателя вижте Кирил Гюлеметов (писател).  
Кирил Данаилов Гюлеметов е известен български художник.

## Биография
Родът му произхожда от костурското село Омотско. Завършил графика в Художествената академия в София при професор Веселин Стайков. Изявявал се, освен в графиката и живописта, като илюстратор и автор на книги за деца („Жабокът рицар“, 1988 г.), графичен дизайнер и т.н. Преподавал рисуване в Средно приложното художествено училище, София. Съпругата на художника Тодорка Каменова е изкуствоведка, а една от дъщерите му, Мария – художничка.

## Самостоятелни изложби
- 2005 ретроспективна изложба в СГХГ
- 1998 Хайделберг, Германия
- 1993 галерия Ресман, Манхайм, Германия